# Preismoratorium
Ein Preismoratorium ist eine zeitlich begrenzte Preisbindung. Sie dient dazu, Preiserhöhungen auszuschließen bzw. zeitlich aufzuschieben und stellt einen staatlichen Eingriff in den freien Wettbewerb dar.
Siehe auch: Moratorium

## Beispiele
- 2009: Festsetzung der bis dahin flexiblen Arzneimittelpreise in Deutschland[1], GKV-Arzneimittelversorgungsstärkungsgesetzes (AM-VSG)[2]